# Sezon 2014/2015 w klubowej europejskiej piłce siatkowej mężczyzn
Sezon 2014/2015 w klubowej europejskiej piłce siatkowej mężczyzn obejmuje rozgrywki o mistrzostwo, puchar i superpuchar państw, których federacje zrzeszone są w Europejskiej Konfederacji Piłki Siatkowej (CEV) oraz puchary europejskie. W Andorze, Gibraltarze, Liechtensteinie, Malcie, Monako, San Marino oraz Walii nie odbyły się żadne oficjalne seniorskie rozgrywki klubowe.

## Rozgrywki klubowe
obroniony tytuł z poprzedniego sezonu

### Międzynarodowe
| Rozgrywki        | Zwycięzca                  | Zwycięzca |
| ---------------- | -------------------------- | --------- |
| Liga Mistrzów    | Zenit Kazań                | (więcej)  |
| Puchar CEV       | Dinamo Moskwa              | (więcej)  |
| Puchar Challenge | Vojvodina NS seme Nowy Sad | (więcej)  |

### Regionalne
| Rozgrywki     | Mistrzostwo               | Mistrzostwo |
| ------------- | ------------------------- | ----------- |
| BVA           | Maliye Milli Piyango      | (więcej)    |
| MEVZA         | Hypo Tirol Volleyballteam | (więcej)    |
| NEVZA         | Linköpings VC             | (więcej)    |
| Liga bałtycka | Bigbank Tartu             | (więcej)    |

### Krajowe
| Państwo              | Rozgrywki ligowe            | Rozgrywki ligowe | Zdobywca pucharu            | Zdobywca pucharu | Zdobywca superpucharu          |
| -------------------- | --------------------------- | ---------------- | --------------------------- | ---------------- | ------------------------------ |
| Albania              | Studenti Tirana             |                  | Studenti Tirana             |                  |                                |
| Anglia               | Team Northumbria            |                  | Team Northumbria            |                  |                                |
| Armenia              | FIMA Erywań                 |                  | FIMA Erywań                 | (więcej)         |                                |
| Austria              | Hypo Tirol Volleyballteam   |                  | UVC Holding Graz            |                  |                                |
| Azerbejdżan          | Neftçi İSM                  |                  |                             |                  |                                |
| Belgia               | Knack Roeselare             |                  | Volley behappy2 Asse-Lennik |                  | Knack Roeselare                |
| Białoruś             | Stroitiel Mińsk             |                  | Stroitiel Mińsk             |                  |                                |
| Bośnia i Hercegowina | OK Mladost Brčko            |                  | OK Mladost Brčko            |                  |                                |
| Bułgaria             | Marek Junion-Iwkoni Dupnica |                  | Dobrudża 07 Dobricz         |                  |                                |
| Chorwacja            | OK Mladost Marina Kaštela   |                  | HAOK Mladost Zagrzeb        |                  |                                |
| Cypr                 | Papa John’s Omonia Nikozja  |                  | Pokka AE Karawa Lambusa     |                  | Papa John’s Omonia Nikozja     |
| Czarnogóra           | Budvanska Rivijera Budva    |                  | Budvanska Rivijera Budva    |                  |                                |
| Czechy               | VK Dukla Liberec            |                  | VK Ostrava                  |                  |                                |
| Dania                | Gentofte Volley             |                  | Gentofte Volley             |                  |                                |
| Estonia              | Pärnu VK                    |                  | Pärnu VK                    |                  |                                |
| Finlandia            | Kokkolan Tiikerit           |                  | Kokkolan Tiikerit           |                  |                                |
| Francja              | Tours VB                    |                  | Tours VB                    |                  | Tours VB                       |
| Grecja               | PAOK                        |                  | PAOK                        |                  |                                |
| Grenlandia           | GSS Nuuk                    |                  |                             |                  |                                |
| Gruzja               | Tbilisi                     |                  |                             |                  |                                |
| Hiszpania            | Unicaja Almería             |                  | CAI Voleibol Teruel         |                  | CAI Voleibol Teruel            |
| Holandia             | Landstede Volleybal/VCZ     |                  | Landstede Volleybal/VCZ     |                  | Landstede Volleybal/VCZ        |
| Irlandia             | UCD                         |                  | UCD                         | (więcej)         |                                |
| Irlandia Północna    | Queen's University Belfast  |                  | Ballymoney Blaze            |                  |                                |
| Islandia             | HK                          |                  | KA                          |                  |                                |
| Izrael               | Hapoel Matte Aszer          |                  | Hapoel Matte Aszer          |                  |                                |
| Litwa                | Sūduva Marijampolė          |                  | Elga-Master Idea SM Dubysa  |                  | Elga-Master Idea SM Dubysa     |
| Luksemburg           | VC Strassen                 |                  | VC Strassen                 |                  |                                |
| Łotwa                | RTU Robežsardze             |                  | RTU Robežsardze             |                  |                                |
| Macedonia            | OK Strumica                 |                  | OK Strumica                 |                  |                                |
| Mołdawia             | Dinamo MAI Kiszyniów        |                  | Dinamo Tyraspol             |                  |                                |
| Niemcy               | VfB Friedrichshafen         | (więcej)         | VfB Friedrichshafen         |                  |                                |
| Norwegia             | Nyborg VBK                  |                  | Nyborg VBK                  |                  |                                |
| Polska               | Asseco Resovia Rzeszów      | (więcej)         | Lotos Trefl Gdańsk          | (więcej)         | PGE Skra Bełchatów             |
| Portugalia           | SL Benfica                  |                  | SL Benfica                  |                  | SL Benfica                     |
| Rosja                | Zenit Kazań                 |                  | Zenit Kazań                 |                  | Biełogorje Biełgorod           |
| Rumunia              | Tomis Konstanca             |                  | ACS Volei Municipal Zalău   |                  |                                |
| Serbia               | Crvena zvezda Belgrad       |                  | Vojvodina NS seme Nowy Sad  |                  | Crvena zvezda Belgrad          |
| Słowacja             | VK Mirad PU Prešov          |                  | Spartak VKP Komárno         |                  |                                |
| Słowenia             | ACH Volley Lublana          |                  | ACH Volley Lublana          |                  |                                |
| Szkocja              | South Ayrshire              |                  | Glasgow Mets                |                  |                                |
| Szwajcaria           | Dragons Lugano              |                  | Lausanne UC                 |                  |                                |
| Szwecja              | Linköpings VC               |                  |                             |                  |                                |
| Turcja               | Arkas Spor Izmir            |                  | Halkbank                    |                  | Halkbank                       |
| Ukraina              | Łokomotyw Charków           |                  | Łokomotyw Charków           |                  |                                |
| Węgry                | Fino Kaposvár SE            |                  | Fino Kaposvár SE            |                  |                                |
| Włochy               | Energy T.I. Diatec Trentino |                  | Parmareggio Modena          |                  | Cucine Lube Banca Marche Treia |
| Wyspy Owcze          | ÍF                          |                  | SÍ                          |                  |                                |